# Alessandria Unione Sportiva 1932-1933
Questa pagina raccoglie le informazioni riguardanti l'Alessandria Unione Sportiva nelle competizioni ufficiali della stagione 1932-1933.

## Stagione
Nell'estate del 1932 l'allenatore Stürmer, principale artefice del buon risultato della stagione appena conclusa, fu ingaggiato dall'ambiziosa Lazio. La società, che in quell'anno vide susseguirsi tre diverse presidenze, ingaggiò dunque l'ex trainer dei biancocelesti, l'ungherese Molnár, mentre mantenne sostanzialmente invariata la rosa, non toccando l'ossatura dell'anno precedente.
Nonostante le buone prestazioni viste dopo le prime giornate di campionato, i nuovi schemi difensivi si rivelarono ben presto poco adatti per la squadra, che sembrò incapace di gestire i vantaggi e che offrì di volta in volta prestazioni piuttosto opache; fu peraltro tormentata dagli infortuni la stagione di Marchina, cannoniere del campionato precedente, e neppure l'esplosione del giovane Riccardi migliorò la situazione. Per questo, nel finale, Molnár fu sostituito dallo svizzero Heinrich Bachmann. La squadra chiuse al tredicesimo posto, a pari merito con il neopromosso Padova, e non andò oltre il traguardo della salvezza.

## Divise
| 1ª maglia |

## Organigramma societario
Area direttiva
- Presidente: Carlo Poggio, dal 21 novembre Umberto Pugno
- Vicepresidente: Otello Finzi
- Consiglieri: Pierino Canotta, Mario Ferralasco, Biagio Gala, Pietro Mignone, Marcello Omodeo, Nicola Papa, Vincenzo Pietrasanta e Luigi Pugno

Area organizzativa
- Segretario amministrativo: G. Agosta
- Contabili: Brunod e Fusco

Area tecnica
- Direttore sportivo: Amilcare Savojardo
- Allenatore: Ferenc Molnár, dal 16 dicembre Heinrich Bachmann

Area sanitaria
- Massaggiatore: Domenico Assandro

## Rosa
| N. |                   | Ruolo | Calciatore        |
| -- | ----------------- | ----- | ----------------- |
|    | Italia (bandiera) | P     | Teresio Chiodi    |
|    | Italia (bandiera) | P     | Vittorio Mosele   |
|    | Italia (bandiera) | D     | Giuseppe Fenoglio |
|    | Italia (bandiera) | D     | Mario Ferrero     |
|    | Italia (bandiera) | D     | Umberto Lombardo  |
|    | Italia (bandiera) | D     | Ermanno Montanari |
|    | Italia (bandiera) | C     | Edoardo Avalle    |
|    | Italia (bandiera) | C     | Oreste Barale     |
|    | Italia (bandiera) | C     | Michele Borelli   |
|    | Italia (bandiera) | C     | Gino Costenaro    |
|    | Italia (bandiera) | C     | Settimo Gastaldi  |

| N. |                   | Ruolo | Calciatore        |
| -- | ----------------- | ----- | ----------------- |
|    | Italia (bandiera) | C     | Giuseppe Grillo   |
|    | Italia (bandiera) | C     | Luigi Milano      |
|    | Italia (bandiera) | C     | Giovanni Riccardi |
|    | Italia (bandiera) | A     | Renato Cattaneo   |
|    | Italia (bandiera) | A     | Carlo Chierico    |
|    | Italia (bandiera) | A     | Giuseppe Cornara  |
|    | Italia (bandiera) | A     | Libero Marchina   |
|    | Italia (bandiera) | A     | Alfredo Notti     |
|    | Italia (bandiera) | A     | Osvaldo Perazzo   |
|    | Italia (bandiera) | A     | Cinzio Scagliotti |

## Risultati

### Serie A

#### Girone di andata
| Arbitro: | Melandri (Cairo Montenotte) |

|                                  |           |                              |
| Cattaneo 23’, 38’ Scagliotti 64’ | Marcatori | 69’ Vecchina 86’ (rig.) Orsi |

| Arbitro: | Carraro (Padova) |

|                            |           |           |
| Sarni 12’ Petrone 40’, 59’ | Marcatori | 78’ Notti |

| Arbitro: | Corradini (Bologna) |

|              |           |  |
| Cattaneo 82’ | Marcatori |  |

| Alessandria 9 ottobre 1932, ore 15:00 CET 4ª giornata | Alessandria   | 0 – 0 referto | Pro Vercelli | Campo del Littorio\| Arbitro: \| Gama (Milano) \| |
| Arbitro:                                              | Gama (Milano) |               |              |                                                   |

| Arbitro: | Corradini (Bologna) |

|              |           |                             |
| Giuliani 52’ | Marcatori | 47’ Cattaneo 89’ Scagliotti |

| Arbitro: | Dattilo (Roma) |

|                          |           |                                            |
| Cattaneo 29’, 75’ (rig.) | Marcatori | 6’ Serantoni 38’ Visentin III 62’ Mihalich |

| Arbitro: | Sassi (Roma) |

|             |           |           |
| Ruffino 32’ | Marcatori | 70’ Notti |

| Arbitro: | Turbiani (Ferrara) |

|           |           |  |
| Rocco 53’ | Marcatori |  |

| Arbitro: | Dall'Era (Brescia) |

|             |           |            |
| Cornara 20’ | Marcatori | 1’ Caudera |

| Arbitro: | Gama (Milano) |

|                                                                   |           |  |
| Demaría 2’, 37’ Bisigato 33’, 74’ Guarisi 71’ Castelli 80’ (rig.) | Marcatori |  |

| Arbitro: | Bertoli (Vicenza) |

|  |           |               |
|  | Marcatori | 2’, 5’ Romani |

| Arbitro: | Pizziolo (Firenze) |

|                                           |           |  |
| Schiavio 12’, 83’ Reguzzoni 37’ Maini 80’ | Marcatori |  |

| Arbitro: | Sassi (Roma) |

|                          |           |              |
| Spivach 2’ Perazzolo 81’ | Marcatori | 36’ Marchina |

| Arbitro: | Gianni (Pisa) |

|               |           |  |
| Fasanelli 61’ | Marcatori |  |

| Arbitro: | Ciamberlini (Genova) |

|                                 |           |                                 |
| Scagliotti 5’ Marchina 20’, 35’ | Marcatori | 81’ (aut.) Lombardo 89’ Ranelli |

| Arbitro: | Carraro (Padova) |

|             |           |                 |
| Cornara 35’ | Marcatori | 11’ Rossetti II |

| Arbitro: | Mazzarini (Roma) |

|                           |           |                                               |
| Esposto 78’ Frisoni I 83’ | Marcatori | 21’ (aut.) Spigno 55’ Cattaneo 71’ Scagliotti |

#### Girone di ritorno
| Arbitro: | Ciamberlini (Genova) |

|                                          |           |  |
| Ferrari 49’ Borel II 63’ Orsi 87’ (rig.) | Marcatori |  |

| Arbitro: | Caironi (Milano) |

|  |           |                                        |
|  | Marcatori | 15’ Busini III 75’ Gringa 77’ Prendato |

| Arbitro: | Bevilacqua (Viareggio) |

|                       |           |             |
| Masera 1’ Dalfini 12’ | Marcatori | 83’ Borelli |

| Arbitro: | Scorzoni (Bologna) |

|                            |           |                  |
| Cerutti 41’, 70’ Piola 56’ | Marcatori | 11’, 21’ Cornara |

| Arbitro: | Sassi (Roma) |

|                |           |  |
| Scagliotti 33’ | Marcatori |  |

| Arbitro: | Scarpi (Dolo) |

|              |           |  |
| Levratto 85’ | Marcatori |  |

| Alessandria 9 aprile 1933 24ª giornata | Alessandria   | 0 – 0 referto | Palermo | Campo del Littorio\| Arbitro: \| Casati (Como) \| |
| Arbitro:                               | Casati (Como) |               |         |                                                   |

| Arbitro: | Bartolini (Pisa) |

|                                                                  |           |                |
| Blason 27’ (aut.) Scagliotti 35’ Borelli 46’ Cattaneo 52’ (rig.) | Marcatori | 60’ De Manzano |

| Casale Monferrato 23 aprile 1933, ore 15:00 CET 26ª giornata | Casale             | 0 – 0 referto | Alessandria | Stadio Natale Palli\| Arbitro: \| Carminati (Milano) \| |
| Arbitro:                                                     | Carminati (Milano) |               |             |                                                         |

| Arbitro: | Brunelli (Bologna) |

|  |           |            |
|  | Marcatori | 6’ Pastore |

| Arbitro: | Mastellari (Bologna) |

|                                |           |                                      |
| Arcari III 64’, 87’ Romani 73’ | Marcatori | 5’ Scagliotti 20’ Notti 55’ Riccardi |

| Arbitro: | Mazzarini (Roma) |

|                           |           |  |
| Riccardi 15’ Cattaneo 18’ | Marcatori |  |

| Arbitro: | Corradini (Bologna) |

|                                         |           |          |
| Notti 32’, 60’ Borelli 33’ Lombardo 48’ | Marcatori | 58’ Foni |

| Arbitro: | Casati (Como) |

|                                                      |           |              |
| Sallustro I 59’ Lombardo 60’ (aut.) Vojak I 63’, 69’ | Marcatori | 15’ Riccardi |

| Arbitro: | Caironi (Milano) |

|                         |           |                     |
| Cornara 1’ Riccardi 67’ | Marcatori | 38’ Dugoni 77’ Volk |

| Arbitro: | Bertoli (Vicenza) |

|                             |           |  |
| Busoni 4’ Silano 35’ Bo 66’ | Marcatori |  |

| Arbitro: | Carminati (Milano) |

|                                       |           |            |
| Borelli 44’ Riccardi 51’ Cattaneo 75’ | Marcatori | 9’ Mazzoni |

## Statistiche

### Statistiche di squadra
| Competizione | Punti | In casa | In casa | In casa | In casa | In casa | In casa | In trasferta | In trasferta | In trasferta | In trasferta | In trasferta | In trasferta | Totale | Totale | Totale | Totale | Totale | Totale | DR  |
| Competizione | Punti | G       | V       | N       | P       | Gf      | Gs      | G            | V            | N            | P            | Gf           | Gs           | G      | V      | N      | P      | Gf     | Gs     | DR  |
| ------------ | ----- | ------- | ------- | ------- | ------- | ------- | ------- | ------------ | ------------ | ------------ | ------------ | ------------ | ------------ | ------ | ------ | ------ | ------ | ------ | ------ | --- |
| Serie A      | 28    | 17      | 8       | 5       | 4       | 27      | 20      | 17           | 2            | 3            | 12           | 15           | 40           | 34     | 10     | 8      | 16     | 42     | 60     | -18 |

### Statistiche dei giocatori[3]
| Giocatore     | Serie A  | Serie A |
| Giocatore     | Presenze | Reti    |
| ------------- | -------- | ------- |
| E. Avalle     | 33       | 0       |
| O. Barale     | 34       | 0       |
| M. Borelli    | 33       | 4       |
| R. Cattaneo   | 31       | 10      |
| C. Chierico   | 4        | 0       |
| T. Chiodi     | 7        | -11     |
| G. Cornara    | 17       | 5       |
| G. Costenaro  | 10       | 0       |
| G. Fenoglio   | 32       | 0       |
| M. Ferrero    | 1        | 0       |
| S. Gastaldi   | 4        | 0       |
| G. Grillo     | 4        | 0       |
| U. Lombardo   | 22       | 1       |
| L. Marchina   | 18       | 3       |
| L. Milano     | 10       | 0       |
| E. Montanari  | 4        | 0       |
| V. Mosele     | 27       | -49     |
| A. Notti      | 24       | 5       |
| O. Perazzo    | 10       | 0       |
| G. Riccardi   | 17       | 5       |
| C. Scagliotti | 32       | 7       |